# 서평
서평(書評, book review)은 일반적으로 간행된 책을 독자에게 소개할 목적으로 논평(論評, comment)이나 감상(感想, impression) 등을 쓰는 문예 평론의 한 형식이다. 또한 위와 같은 고전적인 개념과 함께, 현재는 일반 문자 표현으로 결정되지 않은 상태로, 서평으로 내용이 나오는 구두 코멘트 (주로 TV, 라디오 등) 등도 보조 개념으로 이에 포함하는 경우가 많다. 비슷한 말로 독후감(讀後感, 독후감상문)이 있는데, 독후감은 어떤 서적을 읽고 난 후에 적는 느낌(소감, 감상), 또는 내용에 대한 느낌을 적은 글을 말한다. 독후감은 줄거리 위주이다.

## 같이 보기
- 문학평론
- 런던 리뷰 오브 북스
- 전미 도서 비평가 협회
- 뉴욕 리뷰 오브 북스